# بيباء
بِيْبَاء جنس ضفادع، ضمن فصيلة عديمة اللسان. هذه الضفادع واطنة في شمال أمريكا الجنوبية وأقصى جنوب أمريكا الوسطى (بنما).  معظم أنواعها مائية.

## الوصف
أجسامها كبيرة القد مستغلظة. أطوالها تُراوح من 17 إلى 21 سم. رؤوسها مفلطحة محرسمة. أخطامها تنتهي بزوائد أدمية معتدلة الصلابة. فكوكها عادمة الأسنان. أصابع قوائمها الأمامية عادمة الحظاب مستطيلة دقيقة تنتهي بنجوم قرنية المادة شكلها كالمهماز. أصابع قوائمها الخلفية كاملة الحظاب. إناثها تسرأ بعد الكوم نحو 100 دعبلة في جيوب مطاطة ترفعها فوق مؤخّر ظهورها حيث تلتصق بالجلد الذي يرتفخ حول كل دعبلة فيؤمن سلامتها حتى النقف.